# Liga Nacional de Football Profesional
La Liga Nacional de Football Profesional (LNF) es una liga de fútbol americano del norte de México que surgió en el año 2016. La competencia es amateur pero se juega con las reglas profesionales (reglas de la NFL), con la excepción de la revisión de jugadas en vídeo y la opción de los entrenadores de retar la decisión de los árbitros. 

## Historia
El primer draft de jugadores se llevó a cabo el 12 de mayo de 2016 en el Club Vaqueros de la ciudad de Monterrey. La presentación oficial fue el viernes 8 de julio de 2016 con la presencia de su presidente Roberto Silva, el comisionado Carlos del Ángel, el dirigente de árbitros Billy Bob y los entrenadores en jefe.
Cuenta con seis equipos; cuatro de ellos en la ciudad de Monterrey, uno en Saltillo y el último en Ciudad Victoria.
| Equipo       | Ciudad          | Entrenador               |
| ------------ | --------------- | ------------------------ |
| Broncos      | Monterrey       | Rubén Borbolla           |
| Destructores | Monterrey       | Francisco "Puma" Estrada |
| Montañeses   | Monterrey       | César Loredo             |
| Industriales | Monterrey       | "Tito" González          |
| Forajidos    | Saltillo        | Jorge Cubos              |
| Jefes        | Ciudad Victoria | Mauricio Gattas Báez     |

Para su primera temporada, los jugadores provienen en su mayoría de las ligas colegiales CONADEIP y ONEFA de México.

### Primera temporada
La primera temporada inició oficialmente el viernes 15 de julio con el partido entre Montañeses y Broncos a las 20 horas en el Estadio Nuevo León Unido de Monterrey; La primera jornada inició el jueves 21 de julio en el mismo estadio jugaron Montañeses e Industriales ganando los primeros 27 a 16;la última jornada de la temporada regular fue la 4; las semifinales fueron una semana después Montañeses contra Industriales y Broncos contra Jefes, el domingo 21 y terminó el 28 de agosto; se jugaron en total 7 jornadas, una de ellas de pretemporada, 4 de temporada regular, las semifinales jugadas en Monterrey y La final la disputaron los equipos Broncos y Montañeses, quedando campeón este último  por un marcador de 32 puntos a 26.

#### Tabla de Posiciones 2016
| Posición | Equipo       | Ciudad      | Ganados | Empates | Perdidos | Puntos a Favor | Puntos en Contra | Diferencia |
| -------- | ------------ | ----------- | ------- | ------- | -------- | -------------- | ---------------- | ---------- |
| 1        | Jefes        | Victoria    | 4       | 0       | 0        | 117            | 77               | 40         |
| 2        | Montañeses   | Guadalupe   | 3       | 0       | 1        | 128            | 74               | 54         |
| 3        | Industriales | San Nicolás | 3       | 0       | 1        | 54             | 35               | 19         |
| 4        | Broncos      | García      | 2       | 0       | 2        | 79             | 57               | 22         |
| 5        | Forajidos    | Saltillo    | 0       | 0       | 4        | 54             | 130              | -76        |
| 6        | Destructores | Monterrey   | 0       | 0       | 4        | 46             | 105              | -59        |

### Segunda temporada

#### Tabla de Posiciones 2017
| Posición | Equipo       | Ciudad      | Ganados | Empates | Perdidos | Puntos a Favor | Puntos en Contra | Diferencia |
| -------- | ------------ | ----------- | ------- | ------- | -------- | -------------- | ---------------- | ---------- |
| 1        | Destructores | San Nicolás | 5       | 0       | 0        | 150            | 29               | 121        |
| 2        | Jefes        | Victoria    | 4       | 0       | 1        | 180            | 51               | 129        |
| 3        | Industriales | Monterrey   | 3       | 0       | 2        | 96             | 69               | 27         |
| 4        | Montañeses   | Guadalupe   | 2       | 0       | 3        | 93             | 99               | -6         |
| 5        | Forajidos    | Saltillo    | 1       | 0       | 4        | 45             | 117              | -72        |
| 6        | Broncos      | García      | 0       | 0       | 5        | 0              | 199              | -199       |

### Temporada Futbol Arena 2018
Para este año la liga pensó en expandirse a todo el país para ello tuvo que retrasar sus juegos hasta marzo de 2019, entre tanto y para mantenerse en actividad todo el año, decidió crear la liga Arena de 8 jugadores, mientras formaba las nuevas franquicias, la idea es llegar a 4 conferencias (Norte, Bajío, Centro y Sur) y llegar a 32 equipos, se comento inicialmente que la Conferencia del Sur ya contaba con varios equipos, (Kitams de Mérida, Leones de Mérida, Olmecas de Tabasco, Vaqueros de Tabasco, Aztecas de Coatzacoalcos, Dragones de Chiapas y Jaguares de Campeche) de igual forma anuncia la formación de un Equipo en la Ciudad de México Thunder que formará parte de la Conferencia Centro.
La temporada dio inicio el Sábado 13 de octubre a las 15:00 hrs en el Estadio Nuevo León Unido, entre los equipos Heat y Broncos.
Una semifinal fue entre Montañeses de Guadalupe y Fénix de Saltillo, disputada el Viernes 23 de Noviembre a las 21 hrs en el Campo Ferrocarrilero.
La otra semifinal se disputó entre Heat de Monclova y Caballeros de Escobedo el Día Sábado 24 de Noviembre a las 15 horas en el Club de Golf Valle del Desierto.
La Final de esta modalidad arena se llevó a cabo el día Sábado 1 de Diciembre a las 16 horas en el Club de Golf Valle del Desierto, en Monclova entre Fénix y Heat resultado un juego muy cerrado con un marcador de 8 a 0 en favor de Fénix de saltillo.

#### Tabla de Posiciones 2018
| Posición | Equipo     | Ciudad    | Ganados | Empates | Perdidos | Puntos a Favor | Puntos en Contra | Diferencia |
| -------- | ---------- | --------- | ------- | ------- | -------- | -------------- | ---------------- | ---------- |
| 1        | Heat       | Monclova  | 5       | 0       | 0        | 174            | 44               | 130        |
| 2        | Montañeses | Guadalupe | 4       | 0       | 1        | 134            | 45               | 89         |
| 3        | Fénix      | Salitillo | 3       | 0       | 2        | 81             | 94               | -13        |
| 4        | Caballeros | Escobedo  | 2       | 0       | 3        | 65             | 117              | -52        |
| 5        | Armadillos | Reynosa   | 1       | 0       | 4        | 50             | 130              | -80        |
| 6        | Broncos    | García    | 0       | 0       | 5        | 36             | 110              | -74        |

### Temporada 2019
La liga planea regresar a la modalidad 11 vs 11 y hasta el momento hay 6 equipos confirmados:  Montañeses que permanece desde su fundación en la liga y con sede en la Ciudad de Monterrey, Fénix de Saltillo en su segunda campaña antes 7 vs 7 al igual que Heat de Monclova y para esta campaña se unen Lagartos de Tampico, Espartanos de León y Venados Azules de San Luis Potosí, con ello la liga pretende seguir su expansión a Nivel Nacional y deja de ser una Liga del Noreste del País, siendo ahora 5 entidades las que cuentan con un equipo; por el momento sigue abierta la convocatoria para que se unan más equipos y esperan llegar a 8 e iniciar actividades el 6 de Octubre.